# 堺時雄
堺 時雄（さかい ときお、旧姓：金井〈かない〉、1898年〈明治31年〉8月16日 - 1991年〈平成3年〉）は、日本の写真家。

## 略歴
新潟県新潟市南浜通2番町（現 新潟市中央区中大畑町）の金井写真館を経営する写真師・金井弥一の三男として出生。
1919年（大正8年）3月に新潟中学校を卒業、1922年（大正11年）3月に東京美術学校臨時写真科を卒業、帰郷して父の金井写真館を手伝う。
1922年（大正11年）12月に一年志願兵として岐阜県の各務原陸軍飛行場の飛行第2大隊偵察隊に入隊、1923年（大正12年）11月に陸軍航空兵軍曹に任官、12月に予備役に編入、1924年（大正13年）5月に飛行第2大隊に入隊、9月に召集解除、陸軍航空兵曹長に任官。1925年（大正14年）11月に東京美術学校写真科の出身者による芸術写真研究会・洋々社を結成。1926年（大正15年）3月に陸軍航空兵少尉に任官。1928年（昭和3年）1月に主婦之友社に入社、写真部主任に就任、3月に東京府東京市下谷区池ノ端茅町（現 東京都台東区池之端）の南人社に入門して刀剣鑑定術の学習を始める。5月に東京府東京市牛込区市谷左内町（現 東京都新宿区市谷左内町）に一家を構える。仕事で目を酷使して失明の恐れがあったため1932年（昭和7年）10月に主婦之友社を退職、1934年（昭和9年）から東京府東京市芝区（現 東京都港区）で東美社アトリエを経営、1935年（昭和10年）3月に父の金井弥一が急逝したため帰郷して金井写真館の経営を引き継ぐ。12月に結婚。1938年（昭和13年）から新潟県新潟市西堀通5番町（現 新潟市中央区西堀通5番町）で堺写真工房を経営。1941年（昭和16年）7月に日中戦争のため召集令状を受け千葉県の柏陸軍飛行場の飛行第5戦隊に入隊、第15飛行場大隊整備中隊に配属、10月にフランス領インドシナのサイゴンに上陸、タイやビルマなどを転戦、1944年（昭和19年）9月に陸軍航空兵中尉に任官、1945年（昭和20年）8月にカンボジアのコンポン・チュナン飛行場で終戦、9月に陸軍航空兵大尉に任官、1946年（昭和21年）5月にサイゴンを出港、広島県の大竹港に上陸して復員、帰郷して堺写真工房の経営を再開、金井写真館の隣の邸宅（現 北方文化博物館新潟分館）で余生を過ごしていた会津八一と交流する。1950年（昭和25年）5月に再婚。1967年（昭和42年）4月に新潟県銃砲刀剣類登録審査委員に就任、1980年（昭和55年）12月に新潟県銃砲刀剣類登録審査委員を辞任。
1991年（平成3年）に93歳で死去。
東京美術学校の生徒の時からピクトリアリズム写真（芸術写真）やストレート写真を撮影・制作していたが、戦後、そうすることはなかった。

## 栄典・表彰
- 1922年（大正11年）03月0 00 - 平和記念東京博覧会美術館展 入賞『天真流露』[14]
- 1945年（昭和20年）09月01日 - 正七位[15]
- 1946年（昭和21年）10月14日 - 勲六等瑞宝章[15]
- 1981年（昭和56年）11月05日 - 新潟県教育功労者（学術・文化部門）[16]

## 親族・親戚
- 芳賀矢一 - 義弟（三妹の夫）の父[17]、国文学者、東京帝国大学名誉教授。
- 山田昌一 - 義弟（四妹の夫）[注 8]、造林学者、新潟大学名誉教授。
- 中澤桂 - 姪（次妹の四女）[4]、声楽家、東京音楽大学名誉教授、瀋陽音楽学院名誉教授。

## 著作物

### 著書
- 『明治の写真師: 父 金井弥一と我が来し方』堺柳女[聞き書]、新潟明治大正文化研究会〈新潟明治大正文化研究会叢書 第1集〉、1988年。

### 写真
- Tokyo Museum Collection (ToMuCo) 東京都立博物館・美術館収蔵品検索 - 東京都写真美術館収蔵写真作品